# (8547) 1994 CQ
(8547) 1994 CQ est un astéroïde de la ceinture principale découvert en 1994.

## Description
(8547) 1994 CQ a été découvert le 4 février 1994 à Kushiro (Japon) par Seiji Ueda et Hiroshi Kaneda.

### Caractéristiques orbitales
L'orbite de cet astéroïde est caractérisée par un demi-grand axe de 2,37 UA, un périhélie de 1,99 UA, une excentricité de 0,16 et une inclinaison de 1,77° par rapport à l'écliptique. Du fait de ces caractéristiques, à savoir un demi-grand axe compris entre 2 et 3,2 UA et un périhélie supérieur à 1,666 UA, il est classé, selon la JPL Small-Body Database, comme objet de la ceinture principale.

### Caractéristiques physiques
(8547) 1994 CQ a une magnitude absolue (H) de 15,0 et un albédo estimé à 0,200.